# خاویر ستو
خاویر ستو (اسپانیایی: Javier Setó‎؛ ۱۹۲۶ – ۱۹۶۹) نویسنده و کارگردان فیلم اهل اسپانیا بود.
از فیلم‌ها یا مجموعه‌های تلویزیونی که وی در آن‌ها نقش داشته است، می‌توان به سفر به پوچی و تجارت منع‌شده اشاره نمود.